# Saint-Jean-de-Braye
Saint-Jean-de-Braye är en kommun i departementet Loiret i regionen Centre-Val de Loire strax norr Frankrikes mitt. Kommunen ligger i kantonen Saint-Jean-de-Braye som tillhör arrondissementet Orléans. År 2022 hade Saint-Jean-de-Braye 22 088 invånare.

## Befolkningsutveckling
Antalet invånare i kommunen Saint-Jean-de-Braye
| Referens: INSEE |